# Illa Ernst Thälmann
L'Illa Ernst Thälmann (en alemany: Ernst-Thälmann-Insel, en castellà: Cayo Ernesto Thaelmann o Cayo Blanco del Sur) és una illa cubana allargada, de 500 metres d'amplada i 15 quilòmetres de llarg al Golf de Cazones. Conté formacions d'esculls altament desenvolupades amb un grau alt de biodiversitat i s'hi troben un cert nombre d'espècies amenaçades, incloent-hi corall negre i diverses espècies de peixos d'esculls ornamentals. Té platges extenses, en gran part verges, i proporciona àrees d'aixopluc per a peixos. L'illa és deshabitada, fora de turistes ocasionals i les iguanes indígenes i ocells que hi tenen el seu hàbitat.
Amb motiu d'una visita oficial el mes de juny de 1972 Fidel Castro va regalar l'illa Cayo Blanco després anomenada del Sud (en anglès: South White Key) a l'Alemanya Oriental. L'illa va ser rebatejada en honor del polític comunista alemany Ernst Thälmann, que era el líder del Partit Comunista d'Alemanya (KPD) durant la major part de la República de Weimar. Com a compensació, Cuba va rebre el 6% de la quota del mercat mundial del sucre refinat, que fins aleshores corresponia a l'empresa estatal de la RDA Nordsternzucker VEB Trobi. Fins i tot després de l'esfondrament del Bloc Oriental, Cuba va seguir beneficiant-se d'aquesta quota, permetent al país oferir sucre al mercat europeu.
Segons un article del diari Neues Deutschland datat el 20 de juny de 1972, el líder cubà va anunciar el canvi de nom de l'illa, i una de les seves platges va passar a dir-se Playa RDA (en anglès: GDR Beach, en alemany: Strand der DDR). El noticiari de la televisió estatal de l'Alemanya Oriental, Aktuelle Kamera, va informar sobre la cerimònia de transferència de sobirania de l'illa i la inauguració d'un bust d'Ernst Thälmann el 18 d'agost de 1972, amb la presència de l'ambaixador de la RDA, alguns delegats de l'Alemanya Oriental, i un centenar de representants cubans.
L'any 1998, l'illa va ser colpejada amb severitat per l'huracà Mitch, deixant molt malmès el bust d'Ernst Thälmann.